# 台中市公車70路
台中市公車70路目前行駛自嶺東科技大學經第一廣場再開回嶺東科技大學，為單線循環路線，由台中客運營運，主要行駛東興路及黎明路。

## 歷史
- 2004年3月1日：台中客運70路通車，為第2期高潛力路線之一。
- 2005年4月1日：原水湳機場之端點變更為臺中火車站（綠川東站），原健行路－大雅路－中清路路段裁撤。
- 2012年2月1日：原烏日啤酒廠端點站，延駛至嶺東科技大學。
- 2013年11月4日：調整班次。
- 2013年4月1日：調整班次。
- 2015年3月1日：「第一信用」撤站並併入「彰化銀行（臺灣大道）」。
- 2015年11月1日：增停「高鐵學田路口」。
- 2016年4月15日：變更為單循環路線（嶺東科技大學－綠川東站－嶺東科技大學），變更後綠川東站端無發車時刻。[1]
- 2016年10月29日：配合「臺中市綠川排水環境營造計畫工程」將「綠川東站」裁撤，往嶺東科技大學方向改停靠「第一廣場」（往朝馬方向站位）；往臺中火車站方向改停靠「第一廣場」（往臺中火車站方向站）。[2] [3]
- 2016年12月20日：調整班次。[4]
- 2019年10月21日：調整部分班次發車時刻。

## 路線基本資料
自嶺東科技大學起沿永春南路、忠勇路、學田路、高鐵東路二段、站區一路、高鐵東路、建國路、光華街、黎明路一段、永春東路、東興路一段、二段、三段、臺灣大道二段、健行路、中清路一段、五權路、三民路三段、二段、中山路、自由路二段、臺灣大道一段、綠川東街抵達第一廣場後，由第一廣場發車後行經路線與去程相同。
往第一廣場共60站，往嶺東科技大學共56站，單循環路線共115站。

### 時刻表
- 時刻表僅供參考，請以臺中客運網站公告為準。
- 時刻表更新時間為2024年11月18日。
- 由嶺東科技大學到第一廣場時間預計+65分。
- 粗體班次爲平日行駛，例假日及寒暑假停駛。
- 斜體班次爲單方向行駛至終點班次。

| 嶺東科技大學開時刻 | 嶺東科技大學開備註                  |
| 06:20              | -                                   |
| 06:20              | 70A 第一廣場→嶺東科技大學(永春南路) |
| 06:50              | 例假日及寒暑假停駛                  |
| 07:50              | -                                   |
| 09:25              | -                                   |
| 10:40              | -                                   |
| 12:50              | -                                   |
| 14:50              | -                                   |
| 15:40              | -                                   |
| 17:50              | -                                   |
| 19:00              | 70B 嶺東科技大學(永春南路)→第一廣場 |

### 收費
- 依里程計費；刷電子票證10公里免費。
- 里程計費說明：
  - 基本里程：8公里。
  - 基本里程票價全票20元、半票11元。
  - 超過基本里程（8公里）計費方式：
    - 全票=[2.431 x 搭乘里程數x （1+5%營業稅）] （四捨五入）
    - 半票=[2.431 x 搭乘里程數x （1+5%營業稅）] x 50% （四捨五入）

  - 兒童、老人、身心障礙者及其陪伴者依規定半票收費。

### 停站
參見右側站牌路線圖。

## 圖片集

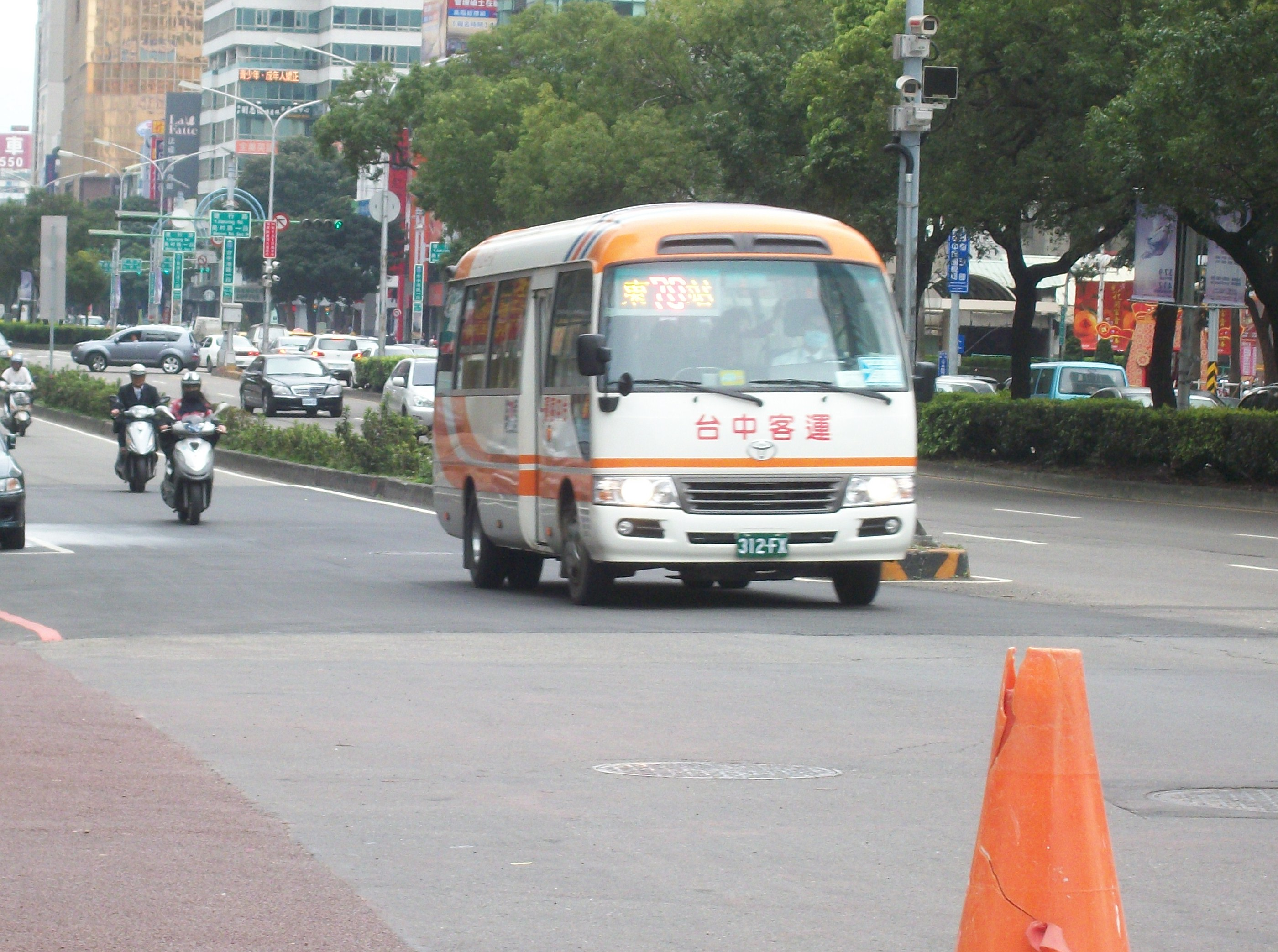
台中市公車70路使用之舊車
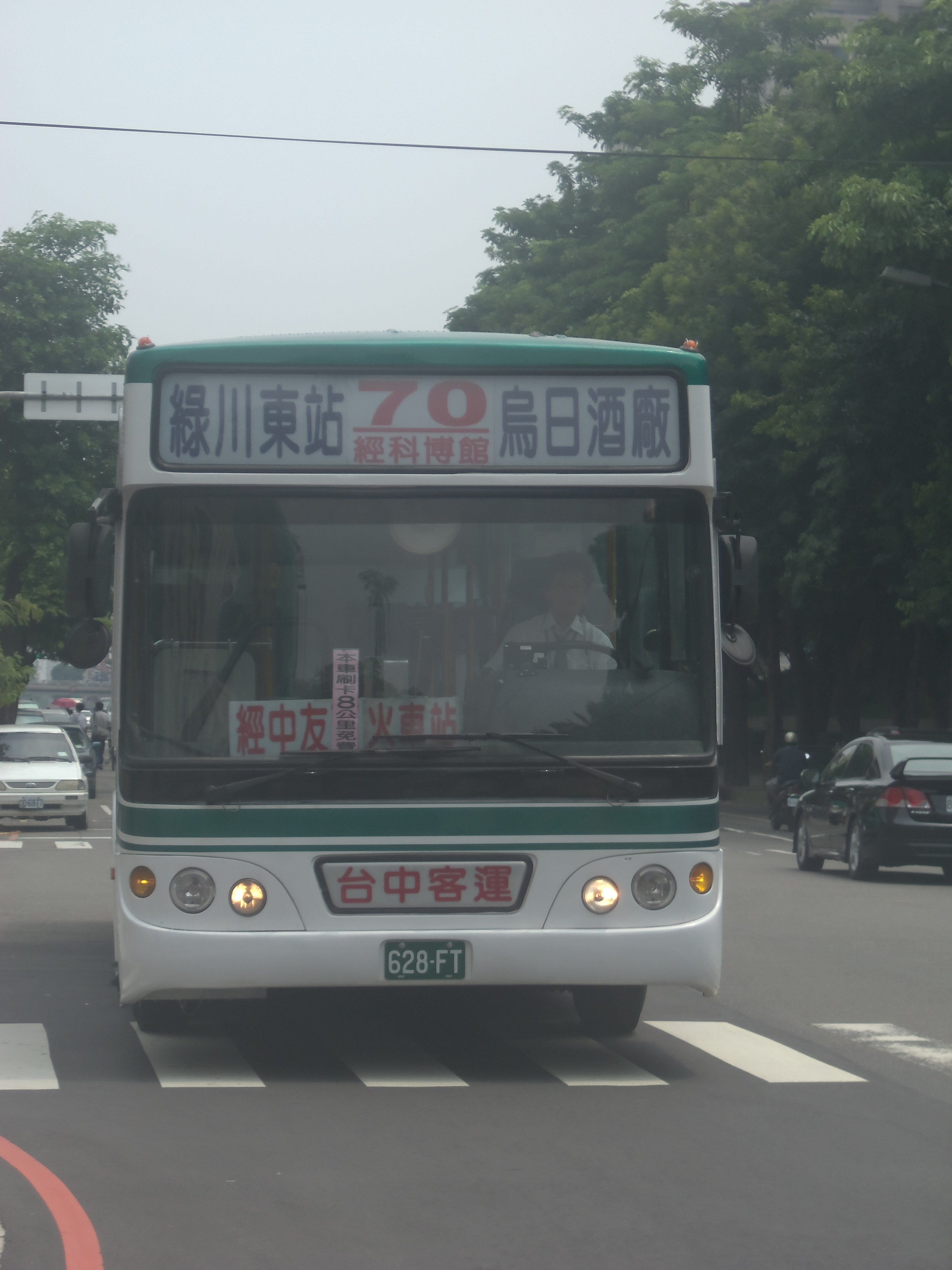
台中市公車70路使用之舊車，行駛於科學博物館旁